# Дорнум
Дорнум (нем. Dornum) — община в Германии, в земле Нижняя Саксония.
Входит в состав района Аурих. Население составляет 4748 человек (на 31 декабря 2010 года). Занимает площадь 69,32 км².
Коммуна подразделяется на 8 сельских округов.
| Год  | Население |
| ---- | --------- |
| 1990 | 4452      |
| 1995 | 4736      |
| 2000 | 4693      |
| 2005 | 4782      |
| 2010 | 4752      |

## Фотографии

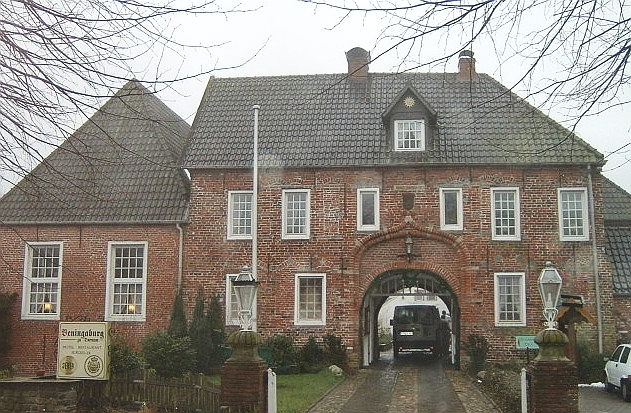
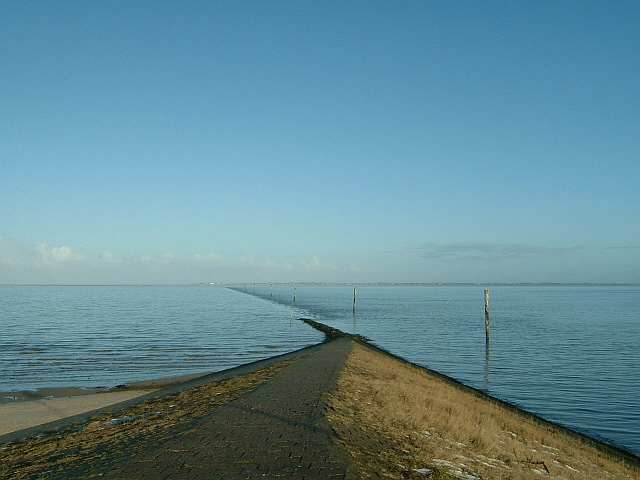
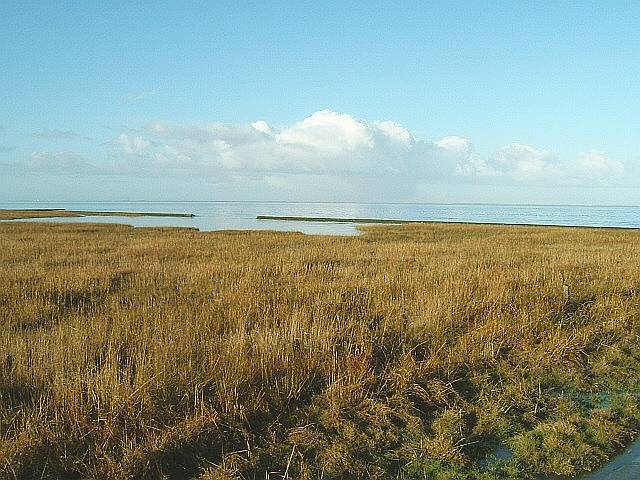